# Abraxas circumnotata
Abraxas circumnotata là một loài bướm đêm trong họ Geometridae.